# Goravci
Goravci är en ort i Bosnien och Hercegovina.   Den ligger i entiteten Federationen Bosnien och Hercegovina, i den centrala delen av landet, 90 km väster om huvudstaden Sarajevo. Goravci ligger 1 210 meter över havet och antalet invånare är 200.
Terrängen runt Goravci är kuperad åt nordost, men åt sydväst är den platt. Närmaste större samhälle är Bugojno, 14,8 km nordost om Goravci. 
Omgivningarna runt Goravci är en mosaik av jordbruksmark och naturlig växtlighet. Runt Goravci är det ganska tätbefolkat, med 93 invånare per kvadratkilometer.